# Collemeto
Collemeto è una frazione del comune di Galatina, in provincia di Lecce.
Situata a nord-ovest del capoluogo comunale, dal quale dista circa 8 km, sorge in posizione lievemente rialzata rispetto al territorio circostante. È posizionata lungo la strada statale 101 Salentina di Gallipoli che collega la città ionica con Lecce.

## Toponimo
Il nome è probabilmente di derivazione latina, dal verbo cumulare. Forse il riferimento è alla zona su cui sorge il paese, rialzata rispetto ai territori circostanti.
Dapprima prese il nome di Calamitum, luogo ricco di calami, cioè canneto, poi Tollemeto, dal cognome di un importante notaio (Cornelio Tollemeto) che firmò un documento riguardante la chiesa locale. Successivamente a seguito di alcune altre variazioni si arrivò a Colomito e infine all'attuale Collemeto.

## Storia
Collemeto sorse probabilmente in epoca bizantina, come centro ecclesiastico grazie alla costruzione di un'abbazia di monaci Benedettini intorno al VII secolo d.C.; in un secondo periodo l'abbazia diventa la dimora dei monaci Basiliani.
I primi nuclei abitativi sono rappresentati da masserie costruite dai contadini che vivevano a stretto contatto con i monaci. Attorno all'abbazia, Collemeto si sviluppa, come un tipico esempio di chorion bizantino, tra gli spazi delle cinque masserie esistenti (masseria Mongiò, masseria Favale, masseria Monache, masseria Balsamo e masseria la Camara), collocate sull'antica via che collegava Copertino a Galatina passando anche per i casali di Mollone e Santa Barbara.
Nel periodo normanno, il casale continuò a svilupparsi, grazie anche all'opera di valorizzazione dei monaci benedettini di Nardò e degli Olivetani di Galatina.
Nel periodo feudale fu di proprietà, fra gli altri, dei Maremonte e dei Brunello di Nardò.
"Coloimitu" fu distrutta, prima fra l'880 e il 920, poi ancora nel 1147. Dopo questa data non si parla di "Colomitu", ma di "masseria ti Culuimitu", allora luogo di eremitaggio.
Molte testimonianze ci raccontano della presenza di una caverna della masseria delle Quattro palme, al cui interno vi era un altare consacrato alla Madonna di Costantinopoli. Questa grotta costituiva per gli antichi abitanti di Columitu non solo l'unico luogo di culto, ma anche, nel periodo delle Guerre Mondiali, un ottimo rifugio dai nemici.
Quando andarono via gli eremiti diventò prima una stalla, poi un deposito di tabacco.

## Monumenti e luoghi d'interesse
Collemeto si trova lungo un importante asse viario che va da Lecce, città del barocco, alla ridente città portuale di Gallipoli e si interseca con l'altro asse che collega Copertino a Galatina da cui dipende amministrativamente.

### Chiesa della Madonna di Costantinopoli
La chiesa della Madonna di Costantinopoli costituisce la chiesa parrocchiale del paese. Fu eretta nella prima metà del 1900 su una preesistente costruzione ed è stata consacrata nel 1949. La chiesa presenta una sobria facciata di stile neoromanico con rosone centrale e portale d'ingresso, sul quale è scolpito lo stemma della famiglia Mongiò - un elefante con sopra una torre - che promosse la costruzione dell'edificio. Ai lati dell'unico portale si aprono due nicchie ospitanti statue in pietra. Sul lato destro del prospetto si erge il campanile.

### Masserie
Il piano urbanistico di Collemeto si è sviluppato tra una decina di masserie, tra le quali:
- Masseria La Camara
- Masseria Li Babboi O Bobboi
- Masseria Li Mulinari
- Masseria Li Sacuri
- Masseria Mongiò
- Masseria Lu Balsamu
- Masseria Le Monache
- Masseria Le Lattane
- Masseria La fica Grande
- Masseria La Fica Piccicca
- Masseria Li Lubertini
- Masseria Lu Fale
- Masseria Quattro Palme
- Masseria lo Vita
- Masseria lo Vecchio
- Masseria li Sacuri
- Masseria lu Pizzu
- Masseria Majulu
- Masseria lu Nchianà
- Masseria San Giovanni
- masseria Mullona
- masseria Case Russe
- masseria li Cavalieri
- masseria li Vasci
- masseria le Longhe
- masseria lu Pindaru
- massria li Zamboi
- masseria la Lama

## Eventi
- Festeggiamenti in onore della B. V. Maria di Costantinopoli - Ultima domenica di luglio